# 伴勝雄
伴 勝雄（とも の かつお）は、平安時代初期の貴族。東宮傅・大伴弟麻呂の子。官位は従四位下・右兵衛督。

## 経歴
嵯峨朝の弘仁11年（820年）従五位下に叙爵。
弘仁14年（823年）淳和天皇の即位に伴って、諱を避けて大伴宿禰姓から伴宿禰姓に改姓する。天長元年（824年）従五位上次いで正五位下に叙せられて、陸奥守兼按察使に任ぜられると、天長6年（829年）従四位下・右近衛少将、天長7年（830年）右兵衛督兼讃岐権守と、淳和朝において武官と地方官を務めながら順調に昇進した。天長8年12月8日（832年1月14日）卒去。享年56。

## 人物
寛容でさっぱりした性格で、隠し事を許さなかった。家風は清廉でほんの僅かな不正も行うことがなかった。地方官として辺境の軍事を統括、あるいは衛府の長として宮中の兵を管轄するなど、才学は乏しかったが、軍事を指揮する能力に秀でていた。

## 官歴
『日本後紀』による。
- 時期不詳：正六位上
- 弘仁11年（820年） 正月7日：従五位下
- 弘仁14年（823年） 4月28日：大伴宿禰姓から伴宿禰姓に改姓[2]
- 天長元年（824年） 正月7日：従五位上。日付不詳：正五位下。日付不詳：陸奥守。日付不詳：兼按察使
- 時期不詳：正五位上
- 天長6年（829年） 正月7日：従四位下。2月22日?：右近衛少将[3]
- 天長7年（830年） 閏12月16日?：右兵衛督[3]。日付不詳：兼讃岐権守
- 天長8年（831年） 12月8日：卒去